# 新城A區至澳門半島第三連接橋
新城A區至澳門半島第三連接橋（葡萄牙語：Via de Acesso (A3) entre a Zona «A» dos Novos Aterros Urbanos e Península de Macau），簡稱A3橋，是一條規劃中位於澳門半島連接新城A區至友誼大橋（澳門半島一側）、友誼大馬路及外港客運碼頭的行車天橋。

## 歷史
2018年8月29日，在城市規劃委員會全體會議上，時任土地工務運輸局局長李燦烽在會上表示，其中會有四條連接通道連接新城A區至澳門半島，落腳點位於友誼大馬路和友誼大橋外港客運碼頭交匯處。
2019年，A3橋開展可行性研究及初步設計，具體建設方案截至2023年4月公共建設局表示將進一步予以研究落實。
2022年10月，《東區-2詳細規劃草案》公布，公共建設局表示A3連接橋（接駁至友誼大馬路）已基本完成前期研究，將繼續深化。
2023年6月，在城市規劃委員會第四次平常全體會議，主要是聽取政府介紹《東區-2詳細規劃草案》內容以及收集意見。交通事務局表示，A3橋正在進入設計階段。
2023年10月11日，A3橋設計連建造工程公開招標，建成後預計可疏導港珠澳大橋澳門邊檢大樓的車流；項目於同年12月13日下午5時截標，翌日上午進行公開開標；最長設計連施工期為950天，同時預留位置興建行人天橋連接新城A區至新口岸水塘步行徑。
2023年12月14日，“A3連接橋設計連建造工程”舉行公開開標，共收到十份標書。經開標程序後，全部標書獲接納。工程造價介乎5.28億至6.87億元，設計連施工總工期為855至885個工作天。
2024年4月，設計連建造工程交予得寶國際-中國路橋合作經營承建，造價為約6億元，工期850個工作天。工程設三個節點施工期，預計2027年3月竣工。
2024年8月，工程開展首階段施工，獲判給實體為得寶國際有限公司——中國路橋工程有限責任公司合作經營。

## 結構組成
根據規劃，在澳門半島一側分成四條匝道與友誼大橋黑沙環入口（a匝道）、友誼大橋新口岸水塘入口（b匝道）、友誼大馬路往新口岸填海區方向（c匝道）和外港客運碼頭道路海港前地（d匝道）銜接，主線橋位於新城A區與澳氹第四條跨海大橋的口岸連接線高架橋連通，項目全長約750米，主線橋雙向雙線行車，匝道橋單向單線行車。
行人通道方面，跨越新城A區與澳門半島之間的水道、友誼大橋和友誼大馬路，兩側落腳點分別設於A區西側近岸濱海綠廊內及澳門半島一側的新口岸水塘步行區域，全長約370米，橋面通行寬度約4米，落腳點均設有無障礙設施。

## 相關反應、爭議及事故
自2023年1月起，新城A區車流量暴增，每日繁忙時間大量車輛經新城A區進入澳門半島，亦加重友誼圓形地交通擠塞情況。2023年4月5日清明節當天，受“澳車北上”及疫後復常恢復正常通關，港珠澳大橋經新城A區出入澳門半島的唯一通道出現嚴重擠塞，行政長官賀一誠於4月14日的立法會答問會中作出致歉。
2023年“五一”假期將至，宣布多項措施，包括於大橋澳門口岸及周邊加開車道、擴闊道路以疏導車流，期望能夠應對假期車流，維持交通順暢。有交通咨詢委員會委員指，查驗人手和車道的增加，對緩解交通壓力起到積極作用。澳門立法會直選議員梁孫旭雖能解決短期問題，長遠應盡快興建A3橋，解決居民日常出行所需，且清晰該區指示牌，避免出現交通混亂的情況。
2023年7月，傳新澳門協會理事長兼澳門立法會直選議員林宇滔批評，新城A區交通規劃不分按輕重緩急進行落實，居民形容被政府「玩死」。特別提到A3橋作為重要的主幹道之一方便車輛由外港客運碼頭快速到達港珠澳大橋珠澳口岸，但由於新城A區填海工程延誤，導致A3橋橋位未填好，導致A1橋優先興建，使出入新城A區交通問題出現瓶頸。
2025年5月2日，A3橋設計連建造工程於靠近外港客運碼頭的工地發生臨時施工棧橋局部失穩損壞的意外，導致一台施工機械及一名機械操作員墮海，操作員自行游上岸受輕傷送院檢查，相關承建單位被勒令全面停工，並將安排打撈施工機械工作，同時對相關水域採取相應措施，以免在打撈作業期間對水域造成污染。

## 外部連結
- 新城填海A區與澳門半島連接橋（A3）設計連建造工程 （页面存档备份，存于）